# Michelle Bolsonaro
Michelle de Paula Firmo Reinaldo Bolsonaro (Ceilândia, Distrito Federal, 22 de marzo de 1982) Fue Primera dama de Brasil desde el 1 de enero de 2019 hasta el 1 de enero de 2023, es la tercera esposa del 38.º presidente de Brasil, Jair Bolsonaro, fue también la coordinadora general de la Alianza de Cónyuges de Jefes de Estado y Representantes desde 2021 hasta 2023.
Nacida en Ceilândia, Distrito Federal, completó sus estudios en una escuela pública y trabajó como secretaria parlamentaria entre 2004 y 2008 en la Cámara de Diputados, donde conoció a su futuro esposo, Jair Bolsonaro. De origen nororiental y ya con una hija, Letícia, se casó (por civil) en 2007 con el entonces diputado federal Jair Bolsonaro, con quien tuvo otra hija, llamada Laura en el 2010.
Evangélica, defiende las causas sociales relacionadas con las personas con discapacidad, con visibilidad en enfermedades raras, inclusión digital, conciencia del autismo, inclusión de libras en las escuelas y otros proyectos sociales.
Michelle se convirtió en la primera primera dama brasileña en hablar en la oficina parlamentaria del Palácio do Planalto durante una inauguración presidencial. Ella, que forma parte del Ministerio de Sordos de la Iglesia Bautista, donde actuó como intérprete de signos en los servicios, rompió el protocolo al hablar en Lengua de Signos Brasileña (LIBRAS).
En la declaración tradicional del Presidente de la República en la víspera de Navidad, en la noche del 24 de diciembre de 2019, por primera vez en la historia, una primera dama habla a la nación junto con el presidente en la radio y televisión nacionales. Michelle, que vestía una camisa roja con el nombre "Jesús", deseó una Navidad bendecida para todos los brasileños y enfatizó que "juntos, con amor y dedicación, podemos construir un Brasil más justo, más inclusivo y más solidario para todos".

## Biografía
Nacida y criada en Ceilândia, una región administrativa del Distrito Federal, Michelle de Paula es hija de Maria das Graças Firmo Ferreira y de Vicente de Paulo Reinaldo, miembro de la Iglesia Adventista. El padre, natural de Crateús, Ceará, es un conductor de autobús jubilado, cuyo apodo, "Paulo Negão", se hizo notorio nacionalmente a través del uso en discursos por parte de Jair Bolsonaro como intento de defensa contra acusaciones de racismo. Posee un medio-hermano por parte de padre, el soldado Diego Torres Dorado. Fue miembro de Asamblea de Dios Victoria en Cristo, del pastor Silas Malafaia, el mismo que celebró su matrimonio (esta vez religioso) con Jair, en 2013. Michelle, que prefiere ser llamada por su nombre compuesto, Michelle de Paula, tiene dos hijas: Leticia Aguiar, fruto de una relación anterior y Laura, fruto del matrimonio con Jair Bolsonaro. Es parte del Ministerio de Sordos de la Iglesia Bautista Actitud, en Barra da Tijuca, Michelle Bolsonaro fue designada como empleada de la Cámara de Diputados entre 2006 y 2008. Comenzó en el despacho parlamentario de la diputada Vanderlei Assis (PP-SP), cuyo mandato fue anulado por la Comisión Parlamentaria de Investigación del "Escândalo dos sanguessugas". en agosto de 2006 dónde también se vio involucrados sus asesores entre ellos Michelle.

## Primera dama de Brasil

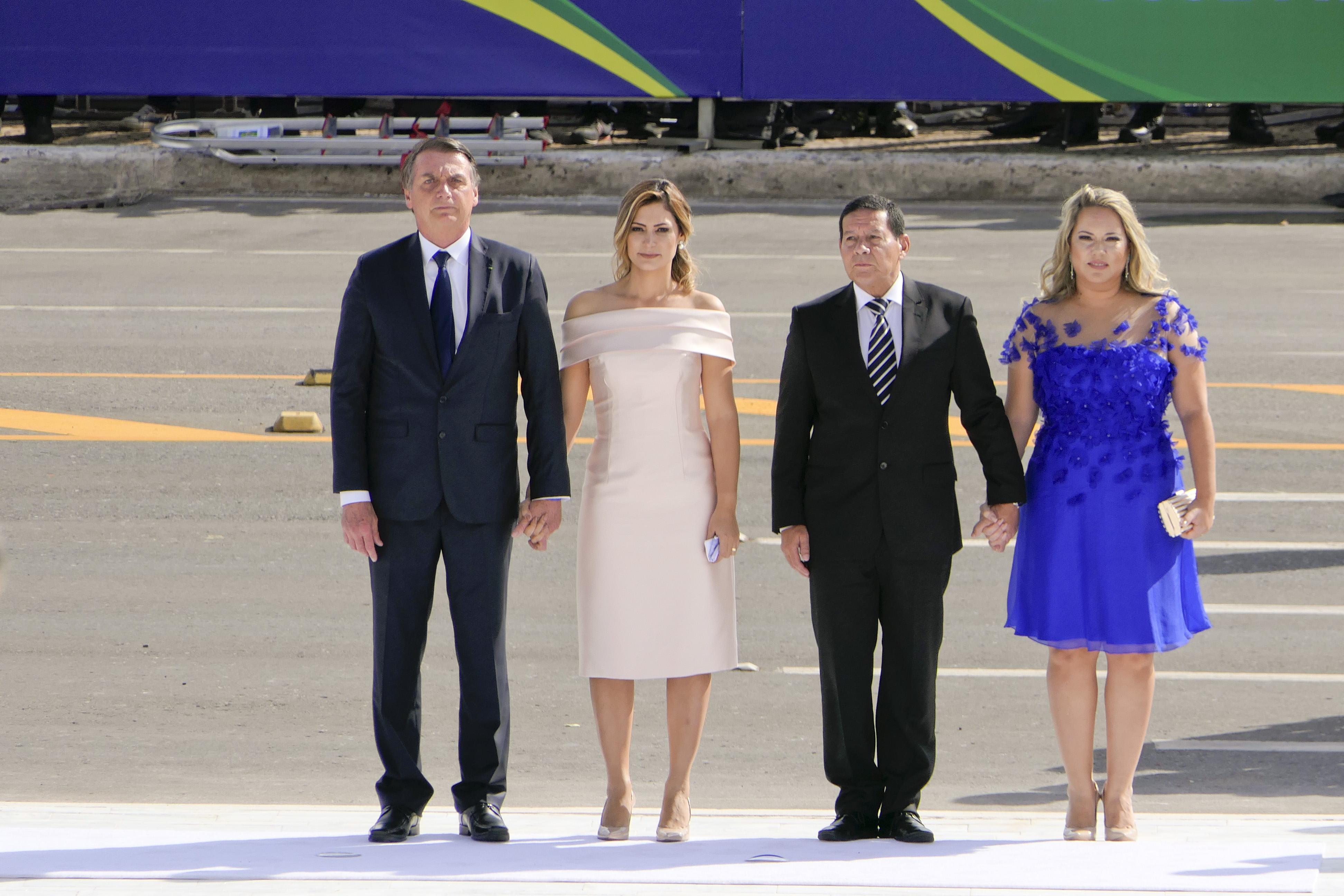
De izquierda a derecha; el presidente entrante Jair Bolsonaro, Michelle Bolsonaro, el vicepresidente entrante Hamilton Mourão y Paula Mourão.

En la tradicional solemnidad de la investidura presidencial, en la posesión del presidente, su esposo, Michelle sorprendió al dar su discurso en lenguaje de señas y antes que su marido, siendo la primera cónyuge de un presidente de Brasil en hacerlo.
Michelle expresó el deseo de participar de proyectos y acciones benéficas mientras sea la primera dama. En su discurso en el parlatorio del Palácio do Planalto esta indicó que no medirá esfuerzos para la inclusión social de personas con discapacidad, además de la valorización de los profesionales que actúan a través de la lengua brasileña de señales.
“Me gustaría de modo muy especial dirigirme a la comunidad sorda, a las personas con deficiencia y a todos aquellos que se sienten olvidados: ustedes serán valorados y tendrán sus derechos respetados. Tengo ese llamado en mi corazón y deseo contribuir en la promoción del ser humano”, afirmó en su discurso.

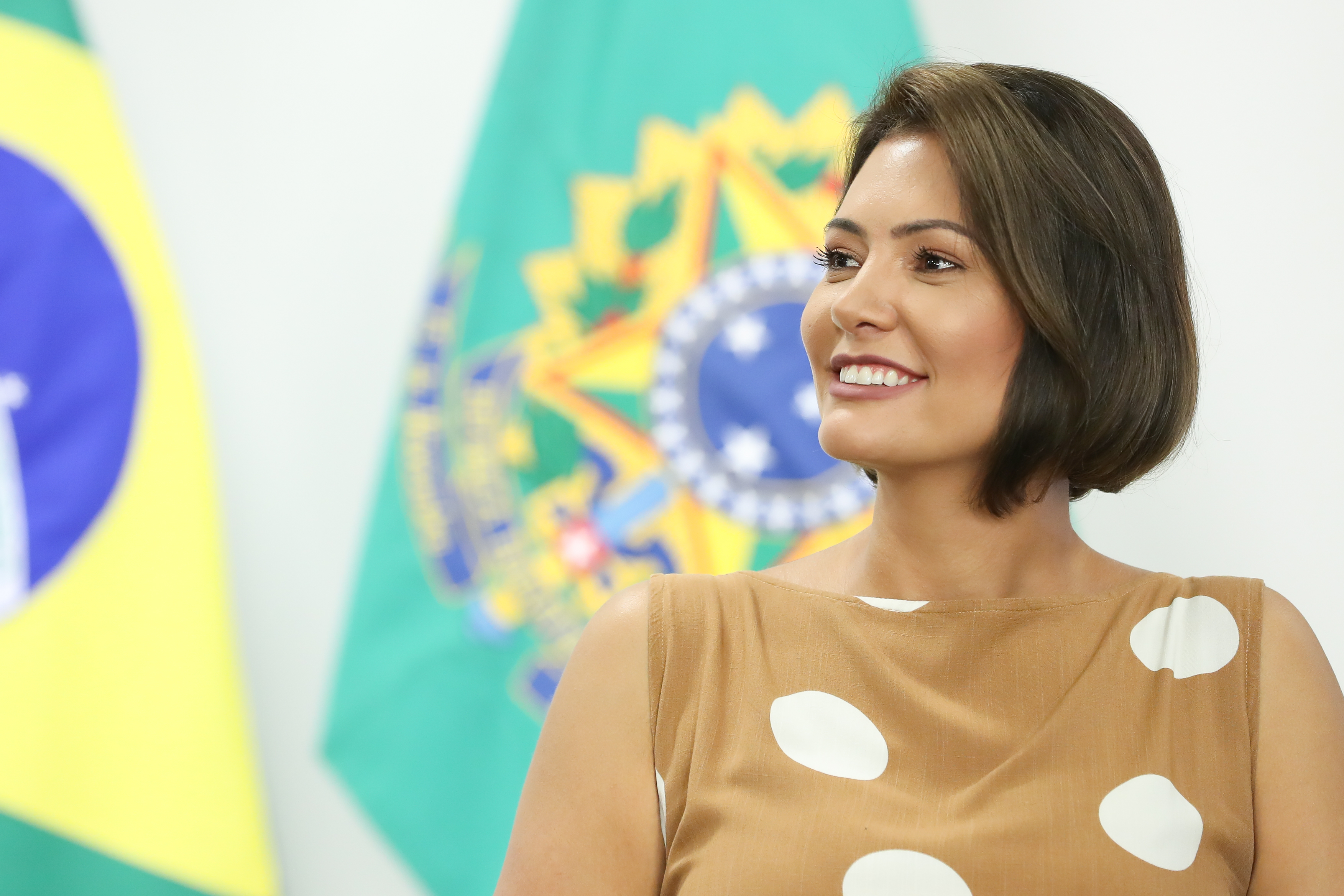
Michelle Bolsonaro durante la ceremonia de lanzamiento de los Juegos Escolares Brasileños, 2021.

## Controversias
En diciembre de 2018, un informe del Consejo de Control de Actividades Financieras (Coaf) apuntó movilizaciones financieras sospechosas en una cuenta en el nombre de Fabrício José Carlos de Queiroz, exasesor parlamentario de Flávio Bolsonaro. Una de las transacciones bancarias realizadas en la cuenta de Queiroz y citadas en el informe del Coaf es referente a un cheque de R $ 24 mil destinado a Michelle Bolsonaro. Para la web O Antagonista, el presidente Jair Bolsonaro dijo que Fabrício Queiroz tenía una deuda de R$ 40 mil con él, valor que fue pagado por medio de diez cheques de R$ 4 mil depositados en la cuenta de Michelle.